# Haselbach (Zellwieser Mühlbach)
Der Haselbach ist ein Fließgewässer im bayerischen Landkreis Bad Tölz-Wolfratshausen. Er entsteht aus dem Zusammenfluss von Auer Bach und Holmbach und mündet nach kurzem Lauf von links in den Zellwieser Mühlbach.

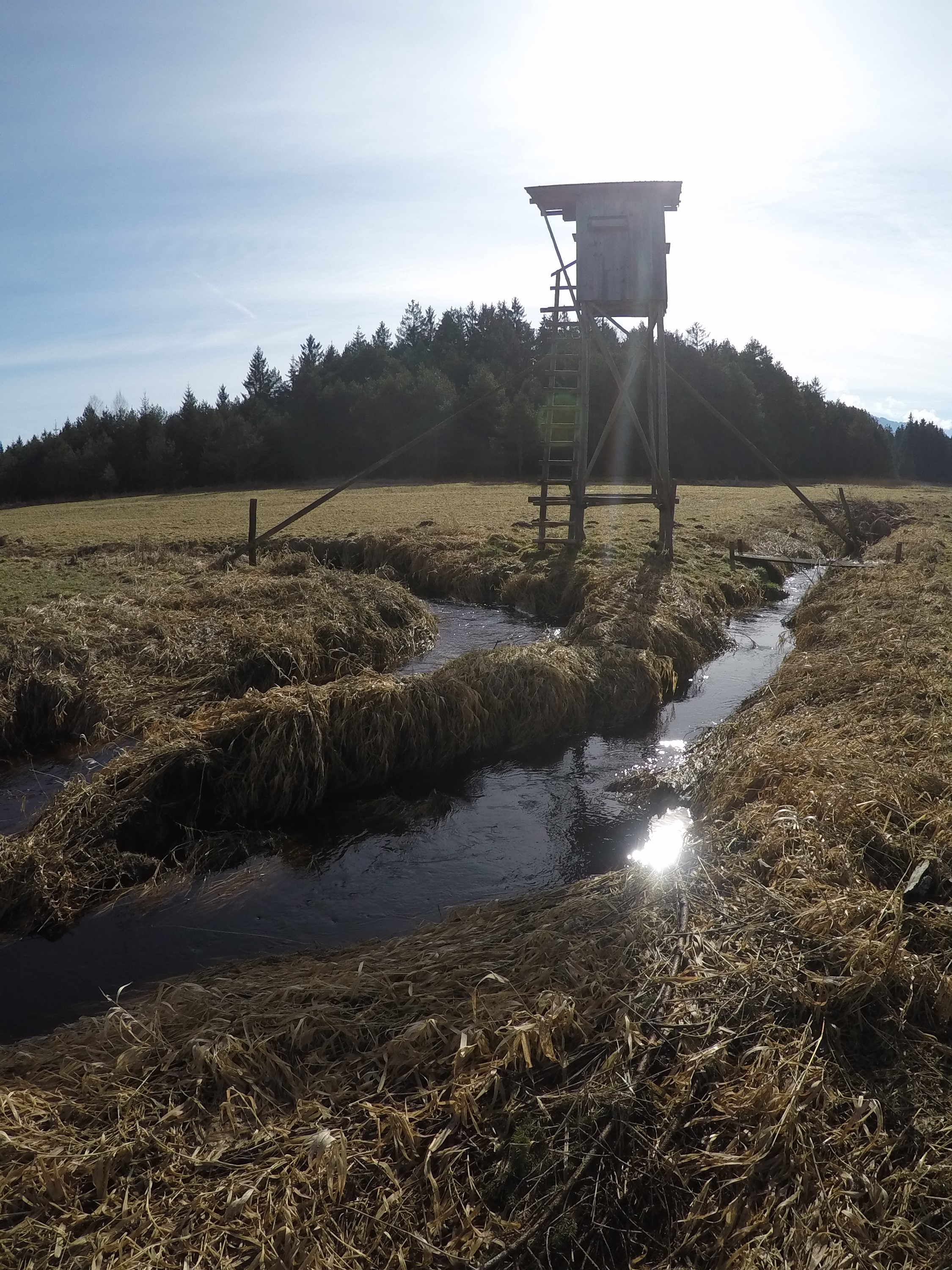
Ursprung des Haselbachs aus dem Zusammenfluss von Auer Bach (links) und Holmbach (rechts)